# Jaroslav Radoň
Jaroslav Radoň, född den 3 september 1986 i Kutná Hora, Tjeckien, är en tjeckisk kanotist.
Han tog bland annat VM-brons i C-2 500 meter i samband med sprintvärldsmästerskapen i kanotsport 2013 i Duisburg.